# Evangeliario di Xanten

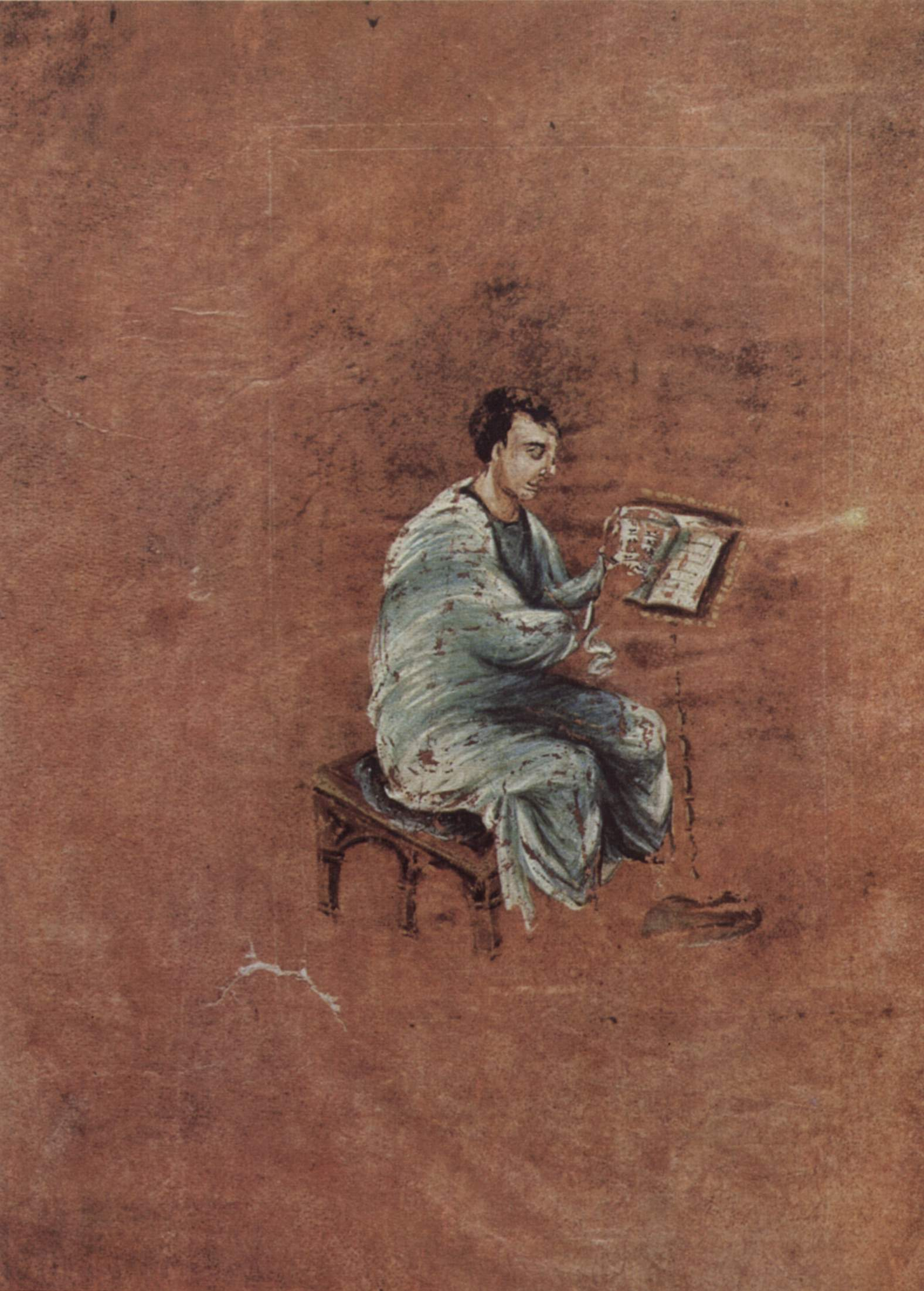
Pagina singola rilegata nell'Evangeliario di Xanten con evangelista

L'Evangeliario di Xanten, ora conservato a Bruxelles alla Biblioteca reale del Belgio, risale agli inizi del IX secolo ed è stato prodotto nell'ambito della Scuola di Corte di Carlomagno. Esso presenta come unica illustrazione la Maiestas Domini al di sopra dei quattro evangelisti.
Il manoscritto è uno degli esempi più espliciti di quello che è stato definito "Rinascimento carolingio". Le illustrazioni in alcuni tratti mostrano infatti una particolare devozione ed apertura al mondo classico, tanto da imitarne i modelli.
In esso  è rilegato anche un foglio con una immagine singola di un evangelista al centro della pagina di pergamena e colorata di porpora, senza alcuna cornice che delimiti lo spazio intorno. 
L'evangelista seduto su un basso sgabello, sistemato diagonalmente; è visto di profilo con davanti il vangelo aperto sostenuto da un leggio. 
La plasticità della figura viene resa grazie all'accentuato chiaroscuro. Questa pagina fu realizzato probabilmente durante il regno di Ludovico il Pio ad Aquisgrana.